# Stazione di Roè-Volciano
La stazione di Roè-Volciano fu una fermata ferroviaria della Rezzato-Vobarno a servizio della frazione di Roè dell'omonimo comune.

## Storia
La fermata fu aperta il 16 dicembre 1897, assieme al tronco che collegò Tormini Scalo a Vobarno Ferriera.
L'impianto seguì tutte le vicende societarie della linea ferroviaria: fino al 1904 fu gestito dalla Società Anonima per la ferrovia Rezzato-Vobarno e Valle Sabbia (FRVVS), dal 1904 al 1909 dalla Società Anonima per la Ferrovia Rezzato-Vobarno-Caffaro, quindi dalla provincia di Brescia fino alla prima guerra mondiale, quando l'esercizio passò alle Ferrovie dello Stato (FS). Nel 1921, fu ceduto dalla provincia alla Società Elettrica Bresciana (SEB), che gestiva la rete tranviaria extraurbana di Brescia. Nel 1930, la SEB costituì una nuova società anonima, la Ferrovia Rezzato-Vobarno (FRV), che prese in carico l'esercizio della ferrovia.
A partire dal 1º giugno 1932, la tranvia Tormini-Vestone, gestita dalla Tramvie Elettriche Bresciane del gruppo SEB, fu soppressa e il servizio tranviario fu trasferito sulla ferrovia Rezzato-Vobarno tra Tormini Ferrovia e Vobarno Ferriera. La fermata, con la denominazione di Roè, fu servita anche dai tram di questa relazione. Questo servizio fu di breve durata, in quanto fu soppresso il 18 novembre 1935. Il servizio ferroviario, di tipo misto, fu mantenuto fino alla seconda guerra mondiale.
Il servizio merci per il vicino cotonificio Hefti rimase anche in seguito, almeno fino alla chiusura della linea ferroviaria avvenuta il 23 marzo 1968.

## Strutture e impianti
L'impianto era dotato di un fabbricato viaggiatori simile a quello di altre fermate della linea come Villanuova e Vobarno Paese. Negli anni Ottanta, dell'edificio erano rimasti dei ruderi che furono rimossi in seguito.
Oltre a quello di corsa, il piazzale presentava un binario di raddoppio, lungo 196 m: non era adibito agli incroci e alle precedenze, in quanto era solo a servizio esclusivo del piano caricatore per il carico e scarico delle merci dirette al Cotonificio Hefti & C..

## Movimento
La fermata fu servita dai treni Rezzato-Vobarno Ferriera. Dal 1932 al 1935, fu anche servita dai tram della Tormini-Vobarno.